# ランチア・ハイエナ
ハイエナ/デルタ・ザガート・ハイエナ (HYENA/Delta Zagato Hyena)は、ランチアとザガートが製造販売していた自動車である。

## 概要
オランダの実業家ポール・コートと、芸術家ナーニ・テデスキの描いたスケッチを基に、ザガートのマネージメントによって生み出された。
ランチアデルタ・インテグラーレ・エボルツィオーネのプラットフォームを流用。外装は総アルミボディの２ドアスポーツクーペで、内装は総カーボンファイバーとし、オリジナルのデルタに較べ150kgの減量を施す。エンジンも250psまでチューンし、本格的なライトウエイトスポーツを目指した。
この車は1992年1月のブリュッセル・モーターショーにてデビュー。ザガート生誕75周年を記念して75台の製作予定と発表されたが、主にインテリアのカーボン・ファイバーの製造に問題があり、結局25台程度がラインアウトしたに留まったと言われる。

### エンジン・モデル
オリジナルの直列4気筒DOHC2リッターのデルタ・インテグラーレのエンジンを、点火及びインジェクション・タイミング、フューエル・プレッシャー、ターボ・プレッシャーを変更。馬力は210psから250psに、最大トルクも40Kg-mまでスープアップした。

## 車名
「HYENA (ハイエナ)」は、ハイエナ科に属する動物に由来する。